# Будинок Калбет

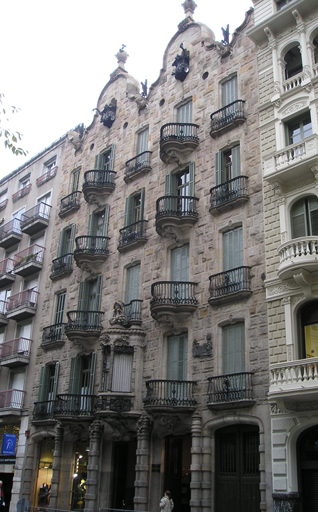
Будинок Калбет

Буди́нок Калбе́т (кат. Casa Calvet, в українських джерелах зустрічається іспанізоване написання «Буди́нок Кальве́т») — приватний житловий будинок, побудований у 1898 — 1900 р.р. у Барселоні архітектором Антоні Ґауді на замовлення удови текстильного фабриканта Пе́ри Ма́ртіра Калбе́та-і-Карбуне́ля (кат. Pere Màrtir Calvet i Carbonell — Пе́ра Ма́ртір Калбе́т-і-Карбуне́ль), одна з визначних пам'яток каталонської столиці. Будівля розташована за адресою вулиця Касп (кат. Carrer de Casp), 48. 

## Історія
Створювався як прибутковий будинок. Його планування є типовим для будинків такого типу: льох і нижній поверх відводиться під торговельні заклади, у бельетажі розташовуються апартаменти домовласників, а квартири на верхніх поверхах призначаються для орендування. 
Є найтрадиційнішим творінням Ґауді, проте саме за нього, а не за інші шедеври майстра, у 1900 р. архітекторові було присуджено муніципальну премію Барселони за найкращу будівлю року. На відміну від попередніх робіт, при створенні будинку Калбет Ґауді уникає будь-яких готичних або середньовічних алюзій і використовує барокові елементи, вже випробувані при оформленні фасаду Різдва Храму Святого Сімейства. Стиль бароко явно помітний у декорі головного фасаду і вестибюля будинку Калбет. Оформлення другого фасаду будівлі, що виходить всередину кварталу, набагато характерніше для Ґауді, хоч обидва фасади будівлі на подив симетричні. Настільки аскетичне зовнішнє оформлення, мабуть, пояснюється необхідністю створити гармонійний ансамбль з сусідніми, вишуканими, але цілком традиційними будинками, а також загальним стилем будівель цього району Барселони. 
Як і в усіх інших творах майстра, в оздобленні будинку важливою є кожна дрібниця. Він ретельно продумує і розробляє всі деталі зовнішнього та внутрішнього оформлення. Прикладом таких «дрібниць» можуть служити молотки на вхідних дверях, що вдаряють по зображенню блощиці. Обабіч головного входу розташовуються ткацькі шпулі, що використовувалися за старих часів у текстильній промисловості, що вказує на фах домовласника. Для оздоблення фасаду будинку використовується перша літера прізвища його господарів, а рослинний орнамент в еркері бельетажу служать натяком на їхнє захоплення ботанікою. Головний фасад увінчано зображеннями двох святих, заступника господаря будинку Св. Петра та заступника його рідного міста. У декорі бельетажу Ґауді використовує символ гостинності, кипарис, а також оливкове дерево, ріг достатку та герб Каталонії. Балконні огорожі й інші ковані деталі оформлення будинку зроблено найкращими фахівцями міста за кресленнями майстра. 
Унікальні за своїми художніми якостями дубові меблі «органічних» форм створювалася за ескізами самого Антоні Ґауді. Частина їх згодом була втрачена, але частина зібрана в тому ж приміщенні, перетвореному на ресторан. Вдалося зберегти й інші елементи оформлення: панелі-перегородки між кабінетами конторських приміщень, конторський стіл, ручки дверей, а також ліфт у вестибюлі, що є зразком різьбярського та ковальського мистецтва.